# 13 Pegasi
13 Pegasi, eller V373 Pegasi, är preliminärt betecknad som en eruptiv variabel av typen flarestjärna (UV:) i stjärnbilden Pegasus.
13 Pegasi varierar mellan visuell magnitud +5,17 och 5,53 utan fastställd periodicitet. Den befinner sig på ett avstånd av ungefär 110 ljusår.